# Marine Aircraft Group 39
39ème Groupe aérien du Corps des Marines
Le Marine Aircraft Group 39 est une unité aérienne du Corps des Marines des États-Unis basée à la Marine Corps Air Station Camp Pendleton en Californie qui est actuellement composé de quatre escadrons de AH-1Z 'Viper et UH-1Y Venom, de deux escadrons de V-22 Osprey, d'un escadron de logistique aérienne, d'un escadron de soutien d'escadre, d'un escadron de quartier général et d'un Fleet Replacement Squadron. Ils relèvent du commandement de la 3rd Marine Aircraft Wing et du I Marine Expeditionary Force.
L'unité est commandée par un colonel du Corps des Marines des États-Unis et chaque unité subordonnée est commandée par un lieutenant-colonel. Le groupe est connu sous le nom de VENOM.

## Mission
La mission du Marine Aircraft Group 39 est de fournir des forces expéditionnaires navales prêtes au combat capables d'effectuer un soutien à l'aviation de combat organisé, un soutien au sol de l'aviation et une logistique de l'aviation.

## Unités subordonnées
- Headquarters Squadron 39, (MAG-39 HQ) "The Fortress" [1]
- HMLA-169 "Vipers"
- HMLA-267 "Stingers"
- HMLA-369 "Gunfighters"
- HMLA-469 "Vengeance"
- HMLAT-303 "Atlas"
- VMM-364 "Purple Foxes"
- VMM-164 "Knight Riders"
- MALS-39 "Hellhounds"
- MWSS-372 "Diamondbacks"

## Historique
Le MAG-39 a été activé à la Quang Tri Combat Base, en République du Vietnam, dans le chaos du début de la guerre du Vietnam. Affecté à l'origine à la 1st Marine Aircraft Wing, il a participé à la guerre du Vietnam jusqu'en octobre 1969, date à laquelle il a été désactivé.
Temporairement réactivé pour participer à l'Opération Frequent Wind à partir d'avril 1975, jusqu'à ce que l'opération soit terminée en mai 1975.
En septembre 1976, au MCAS Camp Pendleton, en Californie, le MAG-39 a été réactivé pour la dernière fois sous le commandement de la 3rd Marine Aircraft Wing.